# فالديمار كوبوس
فالديمار كوبوس (بالألمانية: Waldemar Kobus)‏ هو ممثل ألماني، ولد في 1966 في بولندا.

## أعمال

### أفلام
- (2008) فالكيري[4][5]

## وصلات خارجية
- فالديمار كوبوس على موقع IMDb (الإنجليزية)
- فالديمار كوبوس على موقع ألو سيني (الفرنسية)
- فالديمار كوبوس على موقع ميوزك برينز (الإنجليزية)
- فالديمار كوبوس على موقع أول موفي (الإنجليزية)
- فالديمار كوبوس على موقع قاعدة بيانات الأفلام السويدية (السويدية)
- فالديمار كوبوس على موقع ديسكوغز (الإنجليزية)
- فالديمار كوبوس على موقع قاعدة بيانات الفيلم (الإنجليزية)
- فالديمار كوبوس على موقع كينوبويسك (الروسية)